# Melothria scabra
Espèce
Classification phylogénétique
Melothria scabra, ou « concombre à confire » ou « cucamelon », est une espèce de plante à fleurs de la famille des Cucurbitacées originaire du Mexique et d'Amérique centrale.
C'est une plante grimpante très facile à cultiver. Elle produit de petits fruits comestibles à l'épiderme tigré de la taille d'une grosse olive.
Le goût des fruits rappelle celui du concombre avec une pointe d'amertume due à l'épiderme. Ils peuvent se consommer crus (salade de crudités) mais sont le plus souvent mis à confire dans du vinaigre et sont alors utilisés comme condiment à la manière des cornichons, par exemple en accompagnement de la charcuterie. Ils sont très prisés en Russie.

## Autres dénominations
Mélothrie pendante, cucamelon, melon de souris, pastèque miniature, concombre du Mexique, cornichon aigre mexicain, et pepquinos ou sandita (petite pastèque) au Mexique.
On pense qu'il s'agissait d'une culture domestiquée avant le début de la colonisation occidentale des Amériques.

## Description

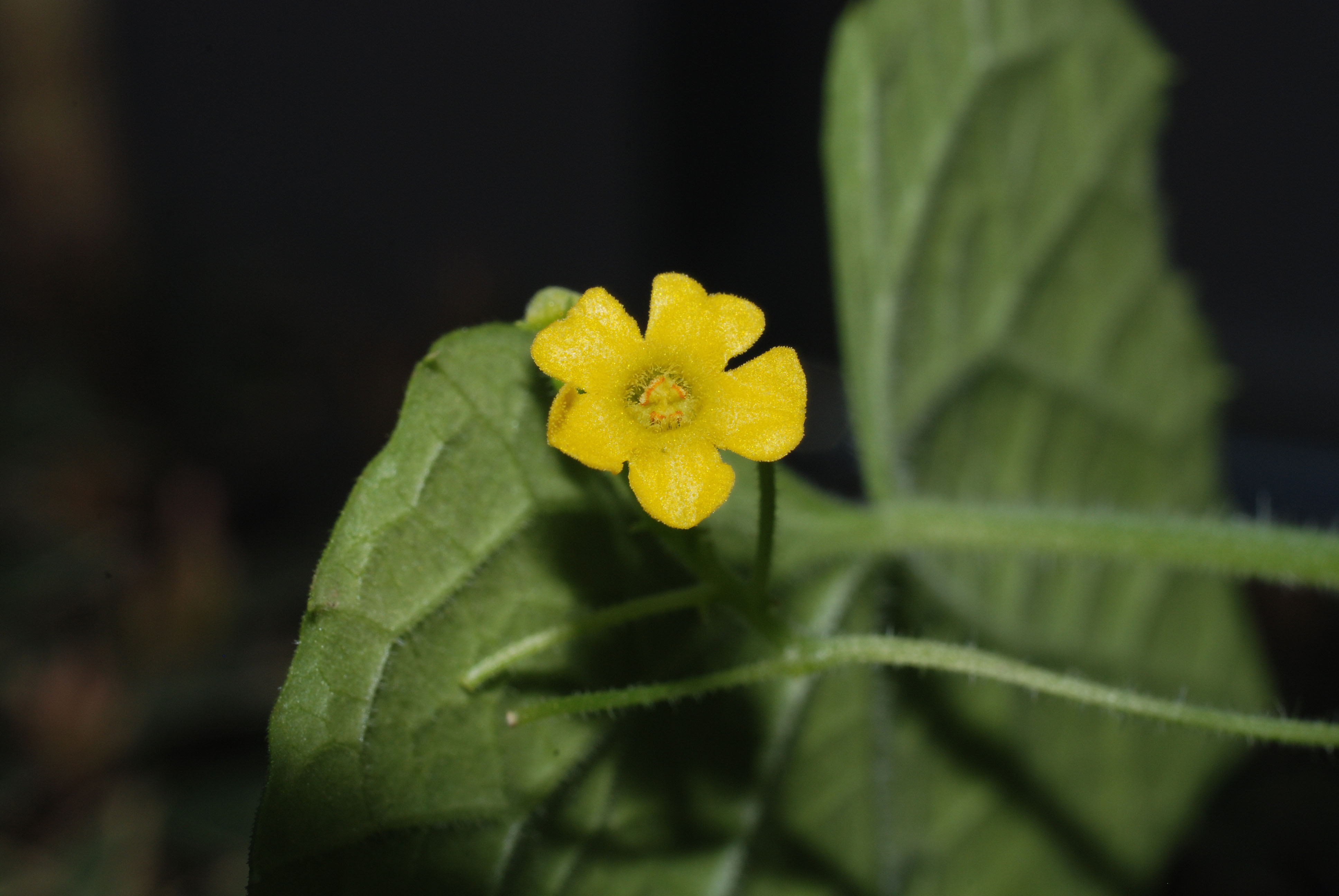
Melothria scabra fleur femelle

Melothria scabra est une liane similaire en morphologie à Melothria pendula. Il est grimpant, et monte généralement jusqu'à 2,5-3 m de haut. Il pousse rapidement. La germination dans des conditions favorables prend environ 10 jours, et les plantes atteignent la maturité en 60-75 jours environ,. Il s'agit d'une espèce pérenne, mais comme elle n'est pas résistante au gel, elle est souvent cultivée comme plante annuelle. Ses Feuilles ont trois ou cinq lobes et mesurent 3-7 cm en longueur et en largeur. Les marges des feuilles sont ondulées ou dentées, l'apex est caudé et la base de la feuille est cordée. La surface de la feuille est scabre ; la surface supérieure est couverte de petits poils appelés trichomes. Comme celle du concombre,ces plantes sont monoïques, produisant des fleurs mâles (staminées) et femelles (pistillées) sur la même plante,. Les fleurs sont petites et jaunes, et ont un diamètre d'environ 4 mm. Fait inhabituel pour les cucurbitacées, les fleurs femelles apparaissent avant les fleurs mâles. Ces plantes peuvent polliniser elles-mêmes, mais les fleurs individuelles sont pas auto-fertiles. Chaque plante peut produire des centaines de fruits, qui se développent à la base des fleurs femelles (les ovaires sont inférieurs). Les fruits ont la forme d'une olive, mesurent 2,5-4 cm en longueur et 1,5-2,5 cm en largeur, et sont vertes avec des rayures vertes foncées. Contrairement aux fruits de la plupart des autres espèces sauvages de la famille des cucurbitacées, le fruit de Melothria scabra a une chair douce plutôt qu'amère. Les plantes sont résistantes à la sécheresse et aux parasites par rapport aux autres concombres.

### Nom binomial
Le nom de genre Melothria vient du grec ancien μηλοθρων : mēlothrōn « sorte de raisin blanc » en référence aux petits fruits de vigne nés par le genre. L'épithète spécifique scabra est latin pour rugueux, galeux.

### Noms communs
Le nom commun anglais « cucamelon » est apparu dans les années 1980 ; il s'agit d'un mot valise formé de « cucumber » et de melon. Le nom commun en langue espagnole « sandita » se traduit par « petite pastèque »,son étymologie est « sandía » : "pastèque" + « ita, » un suffixe utilisé pour indiquer que quelque chose est petit,.

## Distribution et habitat
Melothria scabra est indigène en Colombie, El Salvador, Guatemala, Honduras, Mexique, Nicaragua, Panama et Venezuela,où il pousse dans les forêts et les fourrés.

## Maladies
Melothria scabra est sensible à l'infection par Pseudoperonospora cubensis,,, un agent pathogène des plantes qui provoque le mildiou des cucurbitacées. Il est également sensible à l'infection par un autre pathogène végétal, Podosphaera xanthii, qui provoque l'oïdium. Les plantes sont signalées comme étant sensibles à l'infection par le virus de la mosaïque du concombre.